# Wilma hurrikán (2005)
A Wilma hurrikán 5-ös kategóriájú trópusi vihar volt a Karib-térségben és Mexikó, valamint az USA környékén 2005. októberben. A Wilma az Atlanti-térségben a valaha dokumentált legintenzívebb trópusi ciklon, valamint a második legintenzívebb volt a világon a Tip nevű tájfun után, mígnem 2015-ben megelőzte a Patricia hurrikán. Legnagyobb intenzitása idején a központjában 882 mbar-ig süllyedt a légnyomás. Ezt csak a Tip (1979), és 2013-ban a Haijan múlta felül, abban 869,9 mbar-ig zuhant a légnyomás (a 2015-ös Patricia hurrikánban pedig 872 mbar-ig). A Wilma része volt a rekordokat döntő 2005-ös atlanti hurrikánszezonnak, amelyhez a 10 legintenzívebb atlanti hurrikán közül több tartozik, például Rita és Katrina. A Wilma a huszonnegyedik rendszer, a huszonkettedik elnevezett vihar, a tizenharmadik hurrikán, hatodik "jelentősebb" (3-as kategória+) hurrikán, negyedik ötös kategóriájú hurrikán, és a második legpusztítóbb és legköltségesebb hurrikán volt a 2005-ös szezonban. A Wilma sok helyen ért partot, katasztrofális pusztítást végezve hatalmas erejű szelével és lassú mozgásával. Részben érintette azokat a területeket, amelyeket pár hónappal korábban az Emily hurrikán is elért.

## Meteorológiai lefolyás

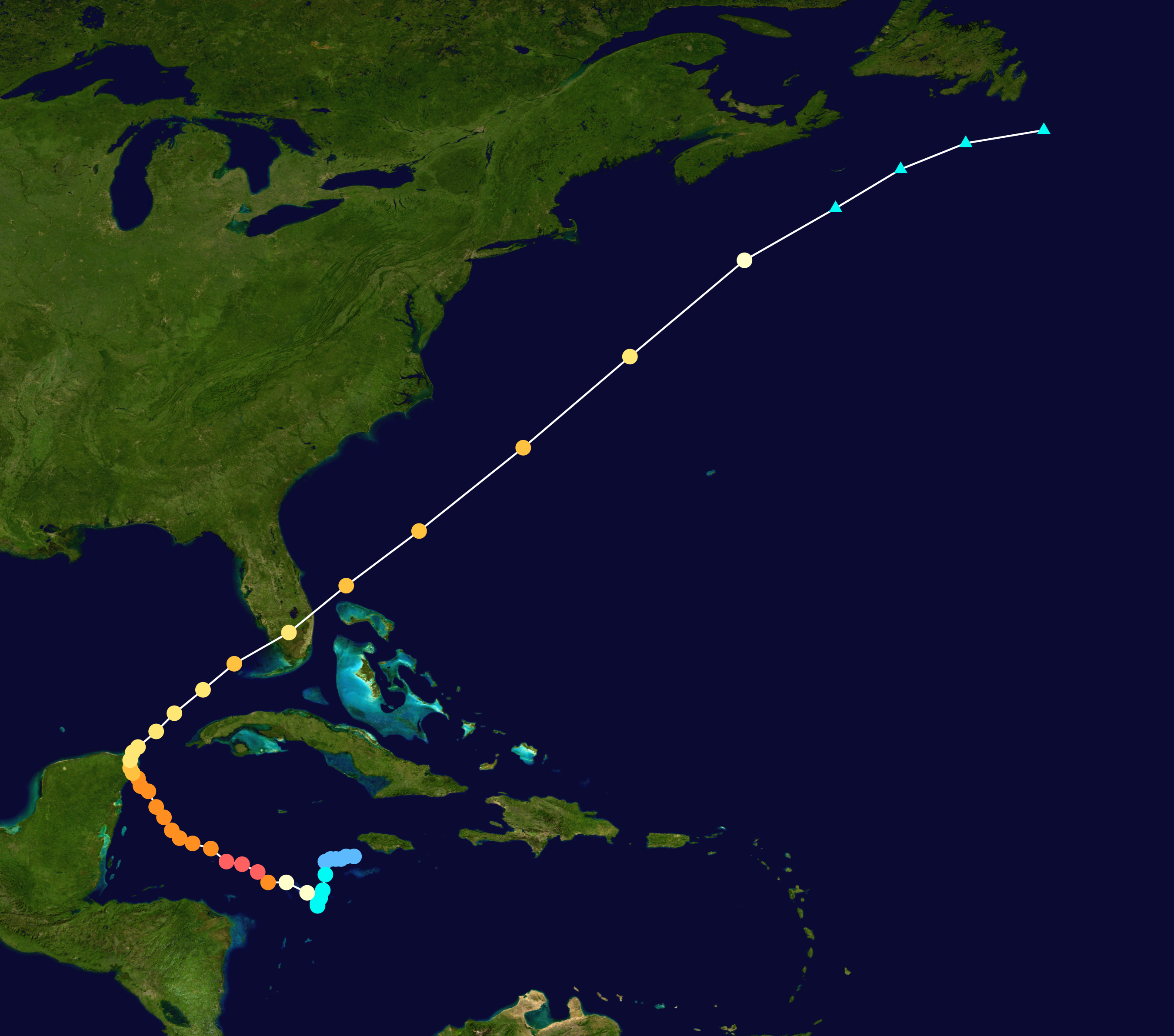
A Wilma hurrikán útja

Október 13-án az NHC-nél (National Hurricane Center) dolgozó, hurrikánképződést nyomon követő meteorológusok észlelték, hogy a Karib-tenger nagy részén erősen fejlett zivatarrendszerek alakultak ki, amelyek nyugat felé haladnak. Egy nagy területen alacsony légnyomású terület alakult ki a tenger nyugati részén, ahol fejlett zivatarrendszerek közlekedtek, esőzést okozva, főként Hispaniola déli részein.
A rendszer pedig dél felé kezdett tartani. Október 14-én reggel az egyre jobban összeálló, és egyre koncentráltabb zivatarrendszer Jamaicától délnyugatra tartózkodott. A felhőzet egyre sűrűbbé vált, a meteorológusok lassú forgó mozgást véltek felfedezni, és észlelték, hogy az egy perces átlagszél meghaladja benne a 40 km/h-t. Kiterjedése nőtt, centrális nyomása csökkent. Ezért október 15-én az NCH (Nemzetközi Hurrikánfigyelő Központ) a rendszert felminősítette a 24-es számú trópusi depresszióvá. A vihar ezen a ponton körülbelül 350 km-re kelet-délkeletre tartózkodott a Nagy-Kajmán szigettől, és délnyugatnak tartott nagyjából 10 km/h-s sebességgel, benne 55 km/h-s széllel. A nagy és nyílt, felmelegedett tengervíz felett a vihar fejlődött, így október 17-én meghaladta a 63 km/h-t, ami azt jelenti, hogy trópusi viharrá fokozták: a keletkezett trópusi vihar a Wilma nevet kapta. Ezek után a konvekció és a vihar tovább szerveződött, és október 18-án nyugat-északnyugatnak fordulva a Wilma hurrikánná erősödött. A centrális nyomás 982 mbar(hPa; 29.00 InHg) volt. Ezek után intenzív erősödés vette kezdetét, és kicsit több mint 29 óra alatt a rendszerben 882 mbar-ra zuhant a nyomás, a szélsebesség pedig 290 km/h-ra nőtt, ezzel 5-ös kategóriájú hurrikánná fejlődve. Ezzel rekordot döntött, ugyanis egyetlen atlanti hurrikán központjában sem csökkent le ennyire a légnyomás. Október 19-én este a rendszer elérte csúcsintenzitását, ugyanis picivel több mint 185 mph-s (298,5 km/h) egyperces átlagszelekkel (amihez 335–345 km/h-s széllökések társultak) és 882 mbar-os nyomással tombolt Hondurastól északkeletre. A hurrikán északnyugatra haladt tovább. Csúcsintenzitásán a hurrikán szemének átmérője kisebb volt mint 3,7 km (2,3 mérföld), ezzel a Wilmáé lett a legkisebb szem, amelyet valaha megfigyeltek egy trópusi ciklonnál.
Wilma nagy kiterjedése miatt érintette a közép-amerikai országokat is, ahol ugyan kevésbé nagy szelével, de annál inkább jelentős csapadékával okozott bonyodalmakat. Leginkább Nicaraguában, Hondurasban és Belize-ben, ahol a dombos vidékeken komoly földcsuszamlások keletkeztek az özönvíz miatt, ami leginkább Honduras északkeleti és Nicaragua északnyugati részét érintette.
Wilma északnyugat felé haladva ugyan vesztett az erősségéből a szemfal-cserélődésre fektetett energiája miatt, de még így is 4-es kategóriájú hurrikánként, 240 km/h-s széllel érkezett meg Cozumel szigetére, Quintana Roo-ra, október 21-én 21:45-kor. A vihar 6 órával később elérte Délkelet-Mexikó partjait, a Yucatán-félszigetet. A vihar gyengült, de 220 km/h-s egy perces átlagszéllel érte el Playa del Carmen városát, 4-es erősségű monstrumként, még annál is nagyobb széllökésekkel. Wilma mozgása egyre lassabb lett, 10 km/h alatti sebességgel haladt északnyugatra. A csapadékhajlam egyre jobban nőtt, hatalmas mennyiségű csapadék zúdult a Yucatán északkeleti részére. A szél messze kisodorta a tengervizet a partról. A tavak, folyók megáradtak, az esővízzel keveredtek. A tenger és szárazföld határa eltűnt, teljesen egybefolyt az esővíz, tó- és folyóvíz keverékével. A Wilma erőssége a szárazföld felett haladva, természetesen,  azonnal lezuhant 3-asra; már csak 185 km/h körüli átlagszelei voltak. Wilma észak felé kezdett vonulni, és továbbra is özönvizet zúdított a délkelet-mexikói félszigetre. A nagy mennyiségű csapadék a lassú áthelyeződésnek volt köszönhető, ugyanis a ciklon ekkor csupán 3–5 km/h-val haladt, hatalmas pusztítást okozva főként Cancún városában. A hurrikán lassacskán északkeletnek kezdett fordulni, ekkor vonulási sebessége elérte „mélypontját”, ugyanis azon a ponton mindössze 1–4 km/h-val haladt és fordult északkeletnek.
A Wilma több mint 24 órát töltött a szárazföld felett, ezzel sokat vesztve erejéből. Már csak 165 km/h-s szeleket produkált, amikor ismét a nyílt víz fölé jutott. A 2-es kategóriájú hurrikán a Délkelet-Mexikói-öböl meleg vizei fölé jutva erősödni kezdett, szemfala ismét erőre kapott és beindult a konvekció. Október 23-án 00:00 körül Wilma újfent „major” hurrikán lett. 3-as kategóriájúként közeledett Kuba és Florida felé. Szelei ismét megközelítették a 205–210 km/h-t. A Wilma a tenger fölött a tempón is gyorsított, már 8–20 km/h-val haladt. Aznap később még 3-as kategóriájú hurrikánként ért partot Floridában, Cape Romanóban, 195 km/h (120 mph)-s szeleivel. A Wilma egyre gyorsabban kezdett haladni, belsejében a csapadékhajlam csökkent. Korábban a Wilma Kuba északnyugati partjait is érintette, és meg is áztatta, mérsékelt károkat hagyva maga után. Már 45 km/h feletti sebességgel haladt a vihar, míg a szeme 4,6 óra alatt átszelte Florida államot, mígnem az egész vihar az óceán fölé került, Jupiter (Florida) környékén. Wilma fennakadásokat és károkat okozott Miamiban, Naplesben és Tampában is, annak ellenére, hogy itt már csak 2-es erősségű volt. Az óceán felé kerülve egyre gyorsabb mozgásra tett szert, 65–77 km/h körüli sebességgel haladt tovább északkelet felé, az Egyesült Államok partjai mentén. A tenger fölé kerülve még éppen hogy visszaerősödött 3-as kategóriába, és a Bahama-szigetek északnyugati partjain is végigsöpört, majd nem sokkal később ismét visszaesett 2-esre. Wilma ezek után 90 km/h-s sebességgel kezdett robogni Kanada partjai felé, miközben 1-es erősségűvé csökkent a vihar. Nem sokkal később rekordgyorsaságot döntött, kis híján 100 km/h-s haladási sebességgel. Október 26-án Kanada partjai mellett (Új-Skócia) a Wilma extratrópusi viharrá fokozódott vissza, szele 100 km/h alá csökkent. A következő nap Wilma trópusi depresszióként kelet felé vette az irányt, miközben bekerült egy hidegfront áramlási rendszerébe, szele 60 km/h körül mozgott. A front vetett véget neki, miközben felhőzete és csapadékrendszere kelet-délkelet felé haladt, Európa felé.

## Károk

### Haiti és a Karib-térség
A Wilma hurrikán Haitin (még mielőtt teljes ciklonná formálódott volna) a heves zivatarok következtében 500 ezer dolláros kárt hagyott maga után. Haiti területén kisebb sárcsuszamlások alakultak ki.

### Jamaica
Jamaicán a Wilma ugyan csak trópusi depresszióként érkezett, de viszonylag sokat időzött ott, és végigment a partvidékén északkelettől délnyugatig, sok csapadékot hullatva. Jamaicán szintén sár- és homokcsuszamlások alakultak ki, főleg a partvidékeken keletkezett kár. 250 embert kellett kilakoltatni és átmeneti szállásra helyezni. Végül 93,5 millió dolláros kárt hagyott maga után Wilma a szigeten.

### Közép-Amerika
A délnyugat-közép-amerikai országokban ismeretlen a kár.

### Mexikó
Mexikó délkeleti részén (Yucatán-félsziget, Cozumel, Quintana Roo) viszont annál több kár keletkezett. Az erős széllökések és árvizek végett hamar 1 milliárd dolláros kár jött létre. Playa del Carmenben keletkezett a legtöbb kár, de Cancún és Cozumel sem maradt ki a kártevésből. Miután Wilma elhagyta Mexikót, 7,9 milliárd dollár kárt állapítottak meg.

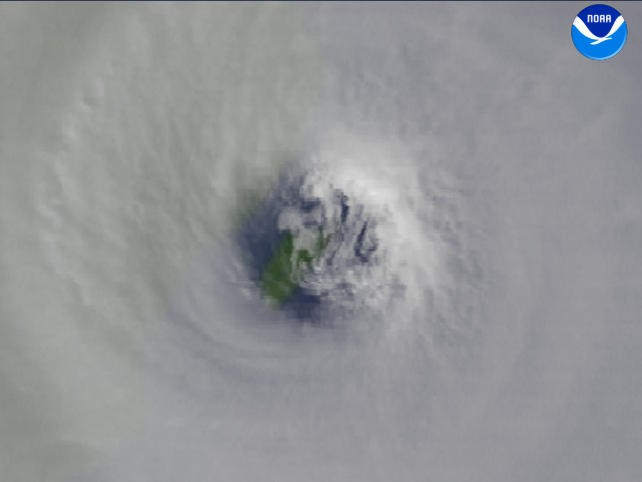
A Wilma szeme, amint keresztülvág Cozumel szigetén (NOAA)

### Kuba

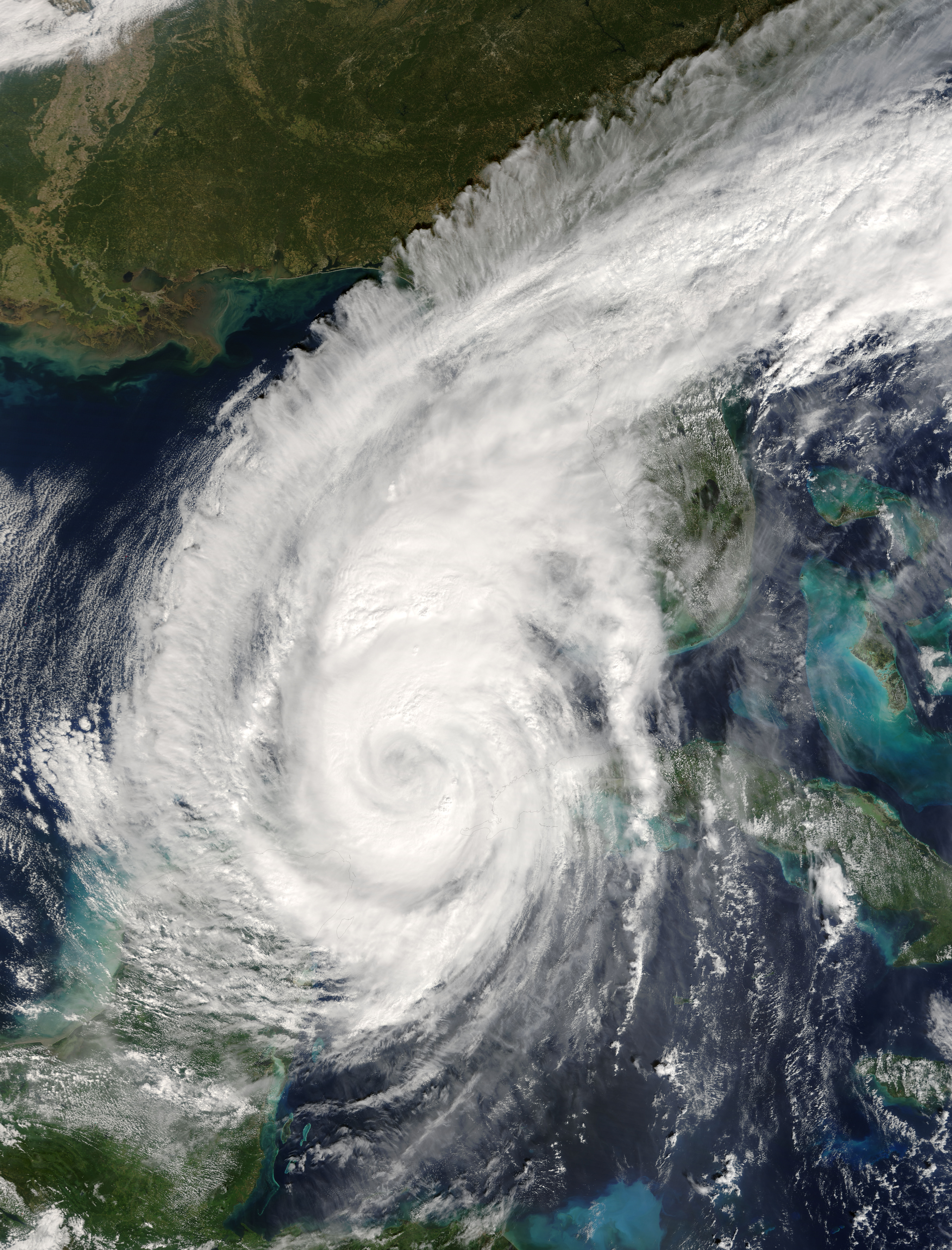
Wilma Kubánál

A Wilma érintette Kuba északnyugati részeit is. Az erős szél miatt Havanna környékén elment az áram, valamint 4 ember (közülük 3 turista) meghalt, miután a busz, melyben utaztak, megcsúszott az úton és karambolozott. A tengervíz beömlött a lakóházak közé, 250 embert kellett evakuálni, mivel az otthonuk megrongálódott, valamint cukornádültetvények is tönkrementek. Az egyperces átlagszél 140–170 km/h között mozgott. Kubában összesen 700 millió dollár kár keletkezett.

### Florida
Bár Mexikóban volt a legpusztítóbb a hurrikán, a Wilma mégis Floridában okozta a legtöbb kárt, mivel míg Mexikóban csak kisebb területen pusztított, Florida államon szó szerint végigsöpört. A legtöbb kár az államon belül főleg Naplesben, Tampában és Miamiban keletkezett, a szélvihar oszlopokat és közlekedési/KRESZ táblákat, villanyrendőröket tett tönkre, lakóházakban okozott kárt. A csapadék elárasztotta a városokat, a szél pedig tovább sodorta a leesett csapadékból kialakuló árvizet, ami tengerhez hasonlóan hullámzott a városokban.
Közép-Floridában is rongálódtak meg épületek, főleg az alacsonyan fekvő, illetve dombok lábánál lévő területeken sínylették meg a lakóházak. Rengeteg citrusfa és termés ment tönkre, miután a belvíz miatt rengeteg szúnyog, kártékony rovar, valamint a citrusfák leveleivel és terméseivel táplálkozó féreg jelent meg azon a területen.
A Wilma összesen 19 milliárd dolláros kárt okozott Florida államban.

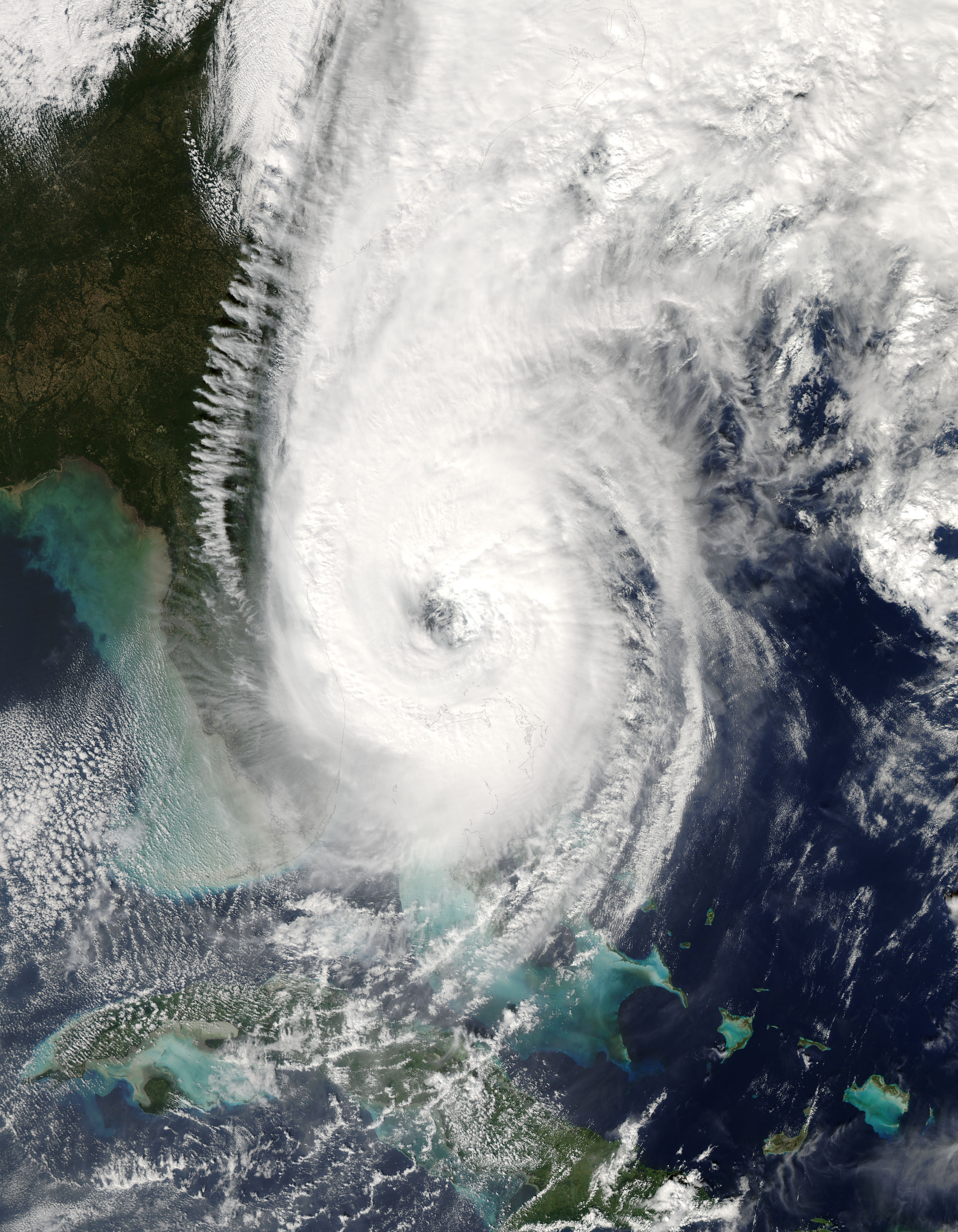
Wilma, amint elhagyja Floridát

### Bahama-szigetek
Eleinte úgy tűnt, hogy a Wilma a Bahamákon nem fog nagy kárt okozni, és trópusi viharként fog érkezni. A hurrikán viszont a meteorológusok számításait meghazudtolva 2–3-as erősségű hurrikánként érte el a szigetcsoport északnyugati területeit. Árvizet, belvizet okozott a szigetcsoport egy kis részén, körülbelül 1000 embert kellett evakuálni egy időre. A vihar 100 millió dolláros kárt okozott a Bahamákon.

### Bermuda
A hurrikán széle éppen hogy csak érintette a szigetet, károkról nem érkezett jelentés.

### USA és Kanada
Az Amerikai Egyesült Államok keleti partjain minimális, Kanadában pedig egyáltalán nem keletkezett kár.

## Áldozatok
Wilma Jamaicában trópusi depresszióként egy ember halálát okozta, de többen is megsérültek az erősödő szél és esőzés miatt.
Haitin azonban kialakulása előtt főként a tenger áradása miatt 12 halálos áldozatot követelt, közülük többen is a tengerben tartózkodtak halálukkor ismeretlen okból.
A tengeren továbbhaladva nem okozott több halálesetet, egyetlen hajó sem tért az útjába.
A közép-amerikai országokban (Nicaragua, Honduras, Belize) a halálozások száma ismeretlen volt, de több embernek is nyoma veszett, akik valószínűleg a földcsuszamláskor vesztek oda.
Később kiderült, azon országokban senki sem halt meg, csak sérültek voltak.

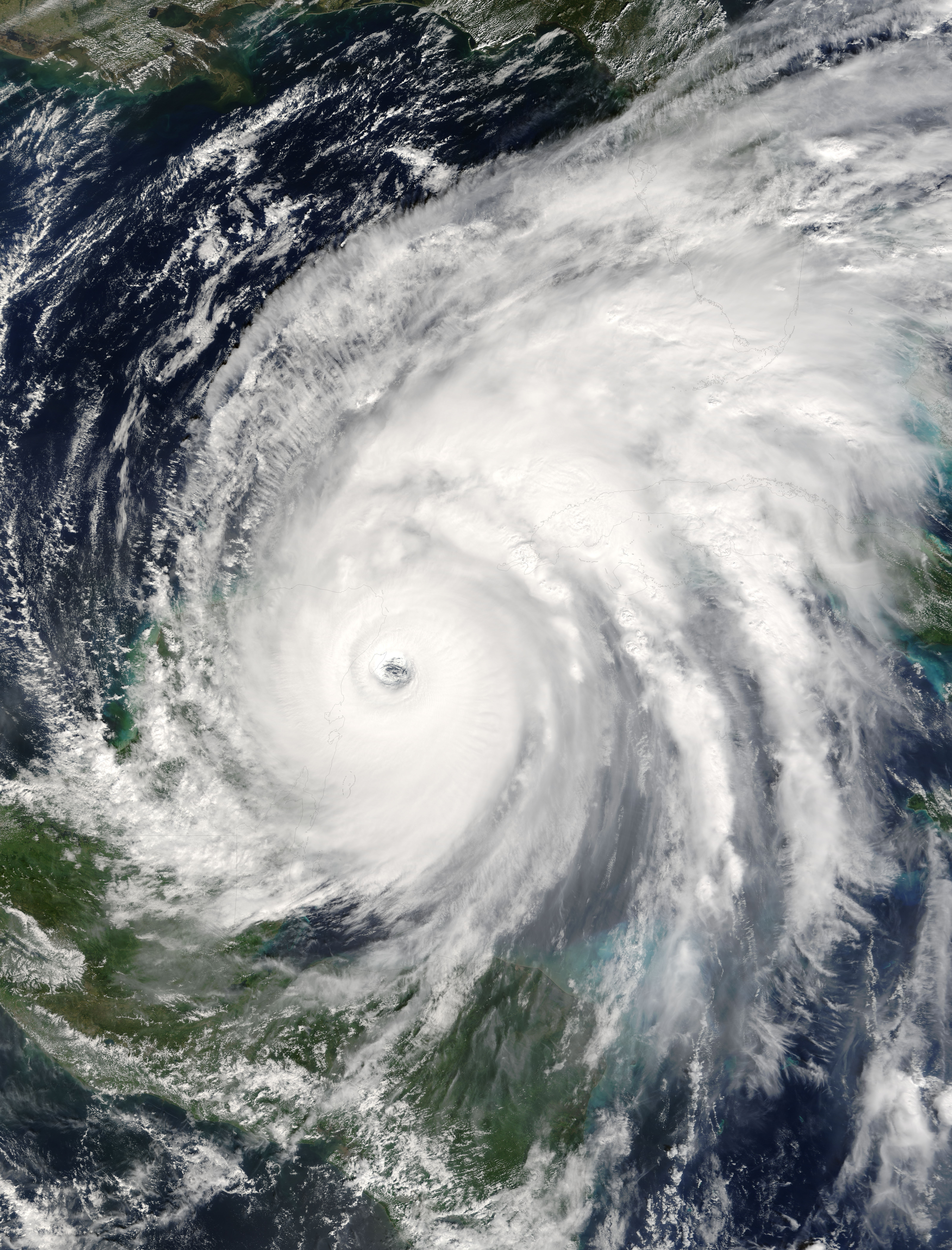
A Wilma Cozumelnél

A szél azon a területen nem volt kifejezetten erős (90–125 km/h).
Mexikóban azonban szedett halálos áldozatokat a vihar, egyesek különböző fertőzésekben haltak meg. Összesen csupán 8 halálozást regisztráltak Mexikóban, annak ellenére, hogy itt volt a legpusztítóbb a vihar. Playa del Carmenben haltak meg a legtöbben (4), továbbá Cancúnban és Cozumelen is szedett halálos áldozatot a hurrikán, valamint egy férfira rádőlt egy fa Quintana Roo-ban, aminek következtében életét vesztette.
Floridában 62 halálos áldozattal járt a trópusi ciklon átvonulása, itt történt a legtöbb halálozás.
Kubából 4, a Bahamákról 1 halálos áldozatról érkezett bejelentés.
A viharban legalább 80-an haltak meg, aminek jóval több mint a fele Floridában történt, a második legtöbb Haitin, a harmadik legtöbb a Yucatán-félszigeten.
A hurrikán miatt a halálok mellett továbbá többen is eltűntek, és sokan megsérültek.
A körülményekhez képest azonban nem haltak meg sokan, kevesebben, mint amire számítottak. Bár a halálos áldozatok száma még nőtt, hiszen valakik csak később haltak bele sérüléseikbe, fertőzéseikbe, vagy csak később találták meg holttestét a romok alatt.
Mexikóban készültek fel a legjobban az emberek, és ennek köszönhetően hiába pusztított itt a legjobban a hurrikán, csupán 8-an haltak meg.
Későbbi összegzés szerint a Wilma hurrikánban 87 ember vesztette életét (ez a szám már nem nőtt tovább).

## Rekordok
Wilma számos rekordot állított fel, főként ez volt a legintenzívebb Trópusi ciklon az Atlanti-térségben és a Nyugati medencében. A világon pedig a második (Tip után, mielőtt Patricia megelőzte). Wilma épphogy több mint 24 óra alatt szinte a semmiről 5-ös kategóriájú hurrikánná fejlődött, ezzel ez lett a leggyorsabban fejlődő atlanti hurrikán. Továbbá szintén alig több mint egy nap alatt több mint 100 mbar-os légnyomás zuhanás történt, ami szintén rekord, ugyanis ennyi idő alatt nem zuhant ennyit a légnyomás egy trópusi ciklonban sem (Habár a 2007-es Felix hurrikánban ez 51 óra alatt történt meg, hosszabb ideig tartotta a legalacsonyabb nyomását). Wilma a 982-ről 882 mbar-ra zuhant légnyomása is rekord, ugyanis egyetlen hurrikánban sem volt ilyen alacsony légnyomásra példa sosem (leszámítva a Tip Tájfunt). Később ezt a rekordot Patricia döntötte meg 2015-ben a Csendes-óceánon. Wilma csúcsintenzitásakor szeme átmérője csupán 3,7 km volt, ezzel ez lett a legkisebb szem, amit egy trópusi ciklon csúcsintenzitásakor mértek. Wilma Mexikó felett csupán 1–9 km/h-val közlekedett, és a Yucatán-félsziget északi részén való tartózkodásakor volt olyan pillanat, mikor mindössze 0,9 km/h-val haladt. Ilyen lassan mozgó trópusi vihart még sosem tapasztaltak. Az Atlanti-óceán felett viszont közel 100-zal hasított (km/h), ezzel ez lett a leggyorsabban mozgó trópusi ciklon is. Voltak olyan pillanatok, mikor 1 km/h-val sem ment, és voltak olyanok, mikor majdnem 100-zal. Ez pedig azt eredményezte, hogy ennél a ciklonnál figyelték meg a legnagyobb mozgásbeli sebességkülönbséget, ami ismételten egy rekord. Wilma a Mujeres szigeten 1625,4 mm csapadékot hullatott 24 óra alatt, ezzel megdöntve az 1998-as rekordot, amit a Mitch hurrikán tartott. Ez az esőmennyiség az ötszöröse a Gilbert hurrikán csapadékának. A Wilma volt Mexikó történelmében a legköltségesebb hurrikán. Wilma volt az első vihar az Atlanti-óceánon, amelynek a neve W betűvel kezdődött. Ha az Azori-szigetek mellett kialakuló névtelen trópusi ciklon esetleg hurrikánná fejlődik, vagy nevet kap, az lett volna a "Wilma", így ez az erőteljes hurrikán már a görög ábécé első betűjének nevét, az "Alpha"-t kapta volna. A hatalmas pusztítás és számos rekord miatt a Wilma nevet "visszavonták" 2006 áprilisában, és a "Whitney" névvel pótolták. A 2005-ös szezonban volt a legtöbb név, amit le kellett cserélni, köztük a Katrina (helyett Katia). Wilma után nem volt hurrikán, ami keresztülment Floridán, egészen 2016-ig (11 évvel később), amikor megérkezett a Hermine hurrikán. A Wilma után nem volt jelentős (major) hurrikán, ami partot ért volna, mígnem 2017 augusztusában Harvey egy 11 év 10 hónapnyi szünetet megtörve elérte Texast. Továbbá a Wilma után nem volt "major" hurrikán, ami az egész Florida államban pusztított, mígnem 11 évvel később partot ért az Irma kora szeptemberben, 2017-ben.

## Fordítás
- Ez a szócikk részben vagy egészben  a(z)   2005 atlantic hurricane season című angol Wikipédia-szócikk fordításán alapul.  Az eredeti cikk szerkesztőit annak laptörténete sorolja fel. Ez a jelzés csupán a megfogalmazás eredetét és a szerzői jogokat jelzi, nem szolgál a cikkben szereplő információk forrásmegjelöléseként.
- Ez a szócikk részben vagy egészben  a   Hurricane Wilma című angol Wikipédia-szócikk fordításán alapul.  Az eredeti cikk szerkesztőit annak laptörténete sorolja fel. Ez a jelzés csupán a megfogalmazás eredetét és a szerzői jogokat jelzi, nem szolgál a cikkben szereplő információk forrásmegjelöléseként.
- Ez a szócikk részben vagy egészben  a   Meteorological history of Hurricane Wilma című angol Wikipédia-szócikk fordításán alapul.  Az eredeti cikk szerkesztőit annak laptörténete sorolja fel. Ez a jelzés csupán a megfogalmazás eredetét és a szerzői jogokat jelzi, nem szolgál a cikkben szereplő információk forrásmegjelöléseként.